# Моларе (Рим)
Моларе (итал. Molare) је насеље у Италији у округу Рим, региону Лацио.
Према процени из 2011. у насељу је живело 48 становника. Насеље се налази на надморској висини од 258 м.